# Challenger de Nápoles 2024
El torneo Tennis Napoli Cup 2024 fue un torneo de tenis perteneció al ATP Challenger Tour 2024 en la categoría Challenger 125. Se trató de la 22ª edición; el torneo tuvo lugar en la ciudad de Nápoles (Italia), desde el 25 hasta el 31 de marzo de 2024 sobre pista de tierra batida al aire libre.

## Jugadores participantes del cuadro de individuales
| Favorito | País                 | Jugador               | Rank1 | Posición en el torneo |
| -------- | -------------------- | --------------------- | ----- | --------------------- |
| 1        | Bandera de Argentina | Federico Coria        | 87    | Cuartos de final      |
| 2        | Bandera de Italia    | Luca Nardi            | 96    | CAMPEÓN               |
| 3        | Bandera de Alemania  | Maximilian Marterer   | 102   | Segunda ronda, retiro |
| 4        | Bandera de Italia    | Fabio Fognini         | 103   | Segunda ronda         |
| 5        | Bandera de Francia   | Corentin Moutet       | 107   |                       |
| 6        | Bandera de Hungría   | Zsombor Piros         | 108   | Primera ronda         |
| 7        | Bandera de Italia    | Matteo Gigante        | 149   | Cuartos de final      |
| 8        | Bandera de Francia   | Pierre-Hugues Herbert | 160   | FINAL                 |

- 1 Se ha tomado en cuenta el ranking del 18 de marzo de 2024.

### Otros participantes
Los siguientes jugadores recibieron una invitación (wild card), por lo tanto ingresan directamente al cuadro principal (WC):
- Raúl Brancaccio
- Enrico Dalla Valle
- Francesco Maestrelli

Los siguientes jugadores ingresan al cuadro principal tras disputar el cuadro clasificatorio (Q):
- Mathias Bourgue
- Evan Furness
- Arthur Gea
- Michael Geerts
- Manuel Guinard
- Samuel Vincent Ruggeri

## Campeones

### Individual Masculino
- Luca Nardi derrotó en la final a  Pierre-Hugues Herbert por 5–7, 7–6(3), 6–2

### Dobles Masculino
- Guido Andreozzi /  Miguel Ángel Reyes-Varela derrotaron en la final a  Théo Arribagé /  Victor Vlad Cornea por 6–4, 1–6, [10–7]